# Математичний аналіз
Математи́чний ана́ліз — фундаментальний розділ математики, що веде свій відлік від XVII століття, коли було строго сформульовано теорію нескінченно малих. Сучасний математичний аналіз охоплює також теорію функцій, теорії границь і рядів, диференційне та інтегральне числення, диференціальні рівняння та диференціальну геометрію. Математичний аналіз постав визначною віхою в історії науки і сформував обличчя сучасної математики. Аналіз швидко перетворився на надзвичайно потужний інструмент для дослідників природничих наук, а також став одним із рушіїв науково-технічної революції.
Наступним витком у розвитку математичного аналізу став сформований на початку XX століття функціональний аналіз. Якщо класичний аналіз вважає змінну числом — тобто елементом із множини дійсних (або комплексних) чисел, то в функціональному аналізі вже сама функція розглядається як змінна. Одночасно вводиться поняття функціоналу — узагальненої функції, що може приймати іншу функцію як аргумент (функція від функції). У сучасному формулюванні, функціональний аналіз є застосуванням теорії аналізу до довільного простору математичних об'єктів, в якому можливо визначити поняття близькості (топологічний простір), або ж відстані (метричний простір) між об'єктами.

## Історія виникнення

Архімед використовував метод вичерпування для розрахунку площі обмеженої колом, за допомогою розрахунку площі правильного багатокутника все з більшою і більшою кількістю сторін. Це був один із давніх неформальний приклад границі, що є одним із основних понять математичного аналізу.

В історії математики можна умовно виділити два основні періоди: елементарної та сучасної математики. Межею, від якої ведеться відлік епохи нової (іноді — вищої) математики, стало XVII століття. Саме в XVII столітті з'явився математичний аналіз. Предтечами його було числення нескінченно малих в роботах Валліса, Грегорі, Барроу.
До кінця XVII ст. Ісааком Ньютоном, Готфрідом Лейбніцом було створено апарат диференційного та інтегрального числення, що становить основу математичного аналізу і навіть математичну основу всього сучасного природознавства.
Рух, змінні величини і їхній взаємозв'язок оточують нас усюди. Різні види руху, їхні закономірності становлять основний об'єкт вивчення конкретних наук: фізики, геології, біології, соціології тощо. Точна мова і відповідні математичні методи опису і вивчення таких величин виявилися необхідними в усіх областях знань приблизно як числа й арифметика необхідні для опису кількісних співвідношень. Тому математичний аналіз став основою мови і математичних методів опису змінних величин та зв'язків між ними. В наші дні без математичного аналізу неможливо було б не тільки розрахувати космічні траєкторії, роботу ядерних реакторів, закономірності розвитку циклону, а й ефективно керувати виробництвом, розподілом ресурсів, організацією технологічних процесів, бо все це — динамічні процеси.
Елементарна математика була переважно математикою постійних величин, вона вивчала головним чином співвідношення між елементами геометричних фігур, арифметичні властивості чисел і алгебраїчні рівняння.
Наприкінці XVII століття навколо Лейбніца виникає гурток, найвідомішими представниками якого були брати Бернуллі, і Лопіталь. В 1696, використовуючи лекції Й. Бернуллі, Лопіталь написав перший підручник, що викладав новий метод у використанні до теорії плоских кривих. Він назвав його Аналізом нескінченно малих, даючи тим самим і одну з назв новому розділу в математиці. В основу викладення покладений термін змінних величин, між якими існує певний зв'язок, через який зміна одної тягне за собою зміну іншої. У Лопіталя цей зв'язок дається за допомогою плоских кривих: якщо {\displaystyle M} — рухома точка плоскої кривої, то її декартові координати {\displaystyle x} та {\displaystyle y}, що мають назви діаметр та ордината кривої, змінні, при чому зміна {\displaystyle x} спричинює зміну {\displaystyle y}.

### Передумови появи математичного аналізу
До кінця XVII ст. склалася ситуація коли в математиці було накопичено знання про розв'язки деяких важливих класів задач (наприклад, задачі про обчислення площ і об'ємів нестандартних фігур, задача проведення дотичних до кривих), а також з'явилися методи розв'язання різних часткових випадків. Виявилося, що ці задачі тісно пов'язані з задачами опису деякого (не обов'язково рівномірного) механічного руху, й зокрема обчислення його миттєвих характеристик (швидкості, прискорення в будь-який момент часу), а також знаходження пройденого шляху при русі, що відбувається з заданою змінною швидкістю. Розв'язок цих задач був необхідним для подальшого розвитку фізики, астрономії, техніки. До середини XVII ст. в працях Рене Декарта і П'єра Ферма було закладено основи аналітичного методу координат (так званої аналітичної геометрії), які дозволили сформулювати різноманітні за своїм походженням геометричні і фізичні задачі загальною мовою чисел і числових залежностей (числових функцій).
Всі ці обставини призвели до того, що наприкінці XVII ст. двом ученим Ісааку Ньютону і Готфріду Лейбніцу, незалежно один від одного, вдалося створити математичний апарат для розв'язку вказаних задач. У своїх працях ці вчені зібрали й узагальнили окремі результати попередників починаючи від Архімеда і закінчуючи своїми сучасниками, такими як: Бонавентура Кавальєрі, Блез Паскаль, Джеймс Грегорі, Ісаак Барроу. Цей апарат і склав основу математичного аналізу — нового розділу математики, який вивчає різні динамічні процеси, тобто взаємозв'язки змінних величин, які математики називають функціональними залежностями чи функціями.

### Віхи розвитку математичного аналізу

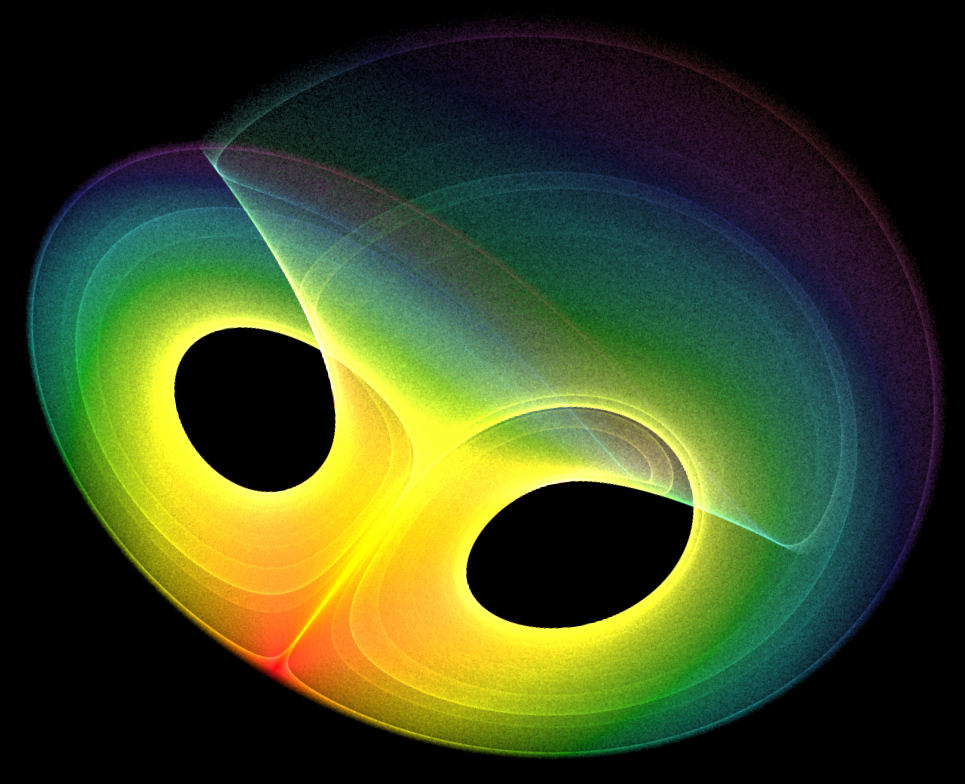
Дивний атрактор, що виникає із диференціальних рівнянь. Диференціальні рівняння є важливою областю математичного аналізу, що мають застосування у науці і інженерії.

Поняття функції запровадив у XVIII ст. Леонард Ейлер. Упродовж XVIII ст. були розвинуті різноманітні методи аналізу, що збагатили диференціальне та інтегральне числення: варіаційне числення, теорія рядів, теорія звичайних диференціальних рівнянь.
Аналіз функцій дійсної змінної почав набирати ознак окремого розділу математики, коли Бернард Больцано дав сучасне означення неперервності у 1816, хоча роботи Больцано не отримали широкої відомості до 1870-их. З 1821 Огюстен Коші почав формувати міцне логічне підґрунтя під математичним аналізом, формулюючи його через поняття нескінченно малих. Йому також належать поняття фундаментальної послідовності і основи аналізу комплексної змінної. Симеон Пуасон, Жозеф Ліувіль, Жозеф Фур'є та інші вивчали диференціальні рівняння і гармонічний аналіз. Завдяки внеску цих та інших математиків, таких як Карл Веєрштрас розвинувся епсилонний підхід, який є основою сучасного математичного аналізу. Зразком такого підходу є означення границі функції через {\displaystyle \varepsilon } та {\displaystyle \delta }.
Усередині XIX століття Бернгард Ріман розвинув теорію інтегрування. Надалі математиків почало бентежити те, що вони припускають існування континууму дійсних чисел без доказу. Розв'язуючи цю проблему, Ріхард Дедекінд сконструював означення ірраціонального числа як переріз Дедекінда, таким чином заповнивши «прогалини» в раціональних числах і утворивши повний метричний простір: континуум дійсних чисел. Приблизно тоді ж спроби уточнити теореми інтегрування за Ріманом призвели до вивчення розривів дійсних функцій.
Почали виникати математичні чудовиська, такі як ніде не неперервна функція Діріхле, неперервна, але ніде не диференційовна функція Веєрштраса, криві, що повністю заповнюють площину на кшталт кривої Пеано. Розв'язуючи проблеми з такими функціями, Каміль Жордан побудував теорію міри Жордана, а Георг Кантор розвинув інтуїтивну теорію множин. На початку 20 століття математичний аналіз був формалізований теорією множин. Анрі Лебег розв'язав проблему міри, а Давид Гільберт запровадив гільбертів простір. Виникла ідея нормованого векторного простору, і в 1920-их Стефан Банах започаткував функціональний аналіз.

## Основні розділи

### Аналіз функцій дійсної змінної
Аналіз функцій дійсної змінної це галузь математичного аналізу, що займається дійсними числами і функціями дійсної змінної. Зокрема, вона вивчає аналітичні властивості дійсних функцій і послідовностей, включаючи збіжність і границі послідовностей дійсних чисел, числення дійсних чисел і такі властивості функцій дійсних змінник як неперервність, гладкість і інші пов'язані властивості.
Основними операціями над дійсними функціями дійсної змінної є диференціювання й інтегрування. Ці операції дозволяють отримати похідні та первісні. Похідна характеризує швидкість зміни функції в залежності від аргументу, а інтегрування є узагальненням поняття суми на множини з нескінченим числом елементів.

### Комплексний аналіз
Комплексний аналіз, традиційно відомий як теорія функцій комплексної змінної — це галузь математичного аналізу яка досліджує функції комплексних чисел. Він є корисним у багатьох інших галузях математики, таких як алгебрична геометрія, теорія чисел, прикладна математика; а також у фізиці, включаючи такі її розділи як гідродинаміка, термодинаміка, машинобудування, електротехніка та електродинаміка, квантова механіка і зокрема, квантову теорію поля.
Комплексний аналіз зокрема вивчає аналітичні функції комплексних змінних (або, у більш загальному випадку, мероморфні функції). Через те, що окремі дійсна і уявна частини будь-якої аналітичної функції повинні задовольняти Рівняння Лапласа, комплексний аналіз широко застосовується для розв'язку двовимірних задач у фізиці.

### Функціональний аналіз
Функціональний аналіз це галузь математичного аналізу в основі якої є вивчення векторних просторів, що мають деяку структуру, що має відношення до границі (тобто внутрішній добуток, норма, топологія, та ін.) і в цих просторах лінійне перетворення поводить себе стосовно до цих структур у відповідному сенсі. Історично функціональний аналіз бере початок із вивчення просторів функцій і формулювання властивостей перетворень функцій таких як Перетворення Фур'є, що визначає неперервність, унітарність та інші властивості операторів перетворення між функціональними просторами. Ця точка вивчення виявилася особливо корисною при вивченні диференціальних та інтегральних рівнянь.

### Диференціальні рівняння
Закони тих областей науки, що використовують математичний опис, часто формулюються так, що включають не тільки самі змінні, а й їхні похідні. Наприклад, основний закон класичної механіки — другий закон Ньютона, задає зв'язок між зміною швидкості матеріальної точки та силами, які діють на цю точку. Тоді в рівняннях, що описують такі закони, фігурують не тільки невідомі функції, а й похідні невідомих функцій. Виникають диференціальні рівняння, вивченню яких присвячений окремий розділ математики.
Диференціальні рівняння нечасто мають аналітичні розв'язки. Вивчення рівнянь, що зустрічаються, дуже часто призвело до розширення класу відомих функцій за рахунок функцій, які називають спеціальними. Утім диференціальні рівняння можна розв'язувати чисельно, тоді особливого значення набувають знання про загальні властивості розв'язків — доказ існування та стійкості.

### Теорія міри
Поняття міри є узагальненням таких числових характеристик множин, як евклідова довжина, площа плоских фігур та {\displaystyle n}-вимірний об'єм для загальніших просторів. Ці характеристики застосовуються в різних просторах для різних класів множин, але при цьому мають спільні властивості:
1. вони невід'ємні
2. об'єднання двох неперетинних множин дорівнює сумі цих множин.

Замість окремого вивчення довжини, площі, об'єму теорія міри досліджує загальну числову функцію множин — міру, що визначена на певному абстрактному наборі множин і задовільняє дві вказані вище властивості.

### Чисельні методи
Чисельні методи — це розділ математики, що вивчає алгоритми, які застосовують чисельне наближення (що є протилежним до загальних символьні обчислення) для розв'язання задач математичного аналізу, що відрізняє їх від дискретної математики.

## Застосування
Методи математичного аналізу також використовують і в інших сферах:

### Фізичні науки
Переважна частина класичної механіки, відносності та квантової механіки ґрунтується на застосовному аналізі, й, зокрема, на диференціальних рівняннях. До прикладів важливих диференціальних рівнянь належать другий закон Ньютона, рівняння Шредінгера та рівняння Ейнштейна.
Функціональний аналіз також відіграє велику роль у квантовій механіці.

### Обробка сигналів
При обробці сигналів, як-от аудіо, радіохвиль, світлових хвиль, сейсмічних хвиль та навіть фото, аналіз Фур'є може ізолювати окремі складові суміші хвиль, концентруючи їх для простішого виявляння або вилучання. Велике сімейство методик обробки сигналів складається із застосування до сигналу перетворення Фур'є, маніпулювання перетвореними даними простим чином, та зворотного перетворення.

### Інші сфери застосування математичного аналізу
- Аналітична теорія чисел
- Аналітична комбінаторика[en]
- Неперервний розподіл імовірності
- Диференціальна ентропія у теорії інформації
- Диференціальні ігри
- Диференціальна геометрія, застосування математичного аналізу до особливих математичних просторів, відомих як многовиди, що володіють складною внутрішньою структурою, але локально поводяться простим чином.
- Диференційовні многовиди
- Диференціальна топологія
- Диференціальні рівняння з частинними похідними

## Викладання математичного аналізу у вищій школі
Математичний аналіз входить у загальний курс вищої математики в більшості технічних вишів України поряд із іншими розділами математики, такими як аналітична геометрія, теорія диференціальних рівнянь, теорія ймовірностей тощо. Для тих спеціальностей, що потребують підвищеного вміння користуватися математичним апаратом, наприклад для фізиків, математичний аналіз викладається окремим курсом.
Обсяг матеріалу включає:
- поняття про числову послідовність та її властивості:
  - збіжність,
  - границю числової послідовності
  - монотонність послідовностей,
  - часткова границя послідовності, верхня та нижня границя послідовності
- теорію функцій дійсної змінної, включно з
  - поняттям про границю функції, неперервність;
  - поняттям про похідну та диференціал;
  - поняттям про особливі точки (нулі, екстремуми) та асимптотики функцій;
  - поняттям первісної
  - поняттям інтеграла, що включає основи теорії міри.
  - поняттям про апроксимацію, інтерполяцію та екстраполяцію.
  - знайомством з деякими спеціальними функціями.
- теорію функцій багатьох змінних, що включає
  - поняття часткової похідної
  - поняття багатовимірного інтеграла, поверхневого інтеграла та лінійного інтеграла.
  - основи векторного числення, поняття векторного поля, дивергенції та ротора.
  - поняття про проблему оптимізації.
- теорію рядів, що включає
  - поняття про числовий ряд та критерії його збіжності
  - поняття про степеневий ряд та ряд Тейлора.
  - поняття про ряд Фур'є і принагідно про перетворення Фур'є
- основи чисельного аналізу

Вивчення математичного аналізу закладає основи для подальшого вивчення суміжних дисциплін математики: комплексного аналізу, диференціальної геометрії, теорії звичайних диференціальних рівнянь та диференціальних рівнянь з частковими похідними, що підводить до вивчення задач математичної фізики та функціонального аналізу.